# Christian Bucher (Schlagzeuger)
Christian Bucher (* 1969 in Zug) ist ein Schweizer Schlagzeuger im Bereich der Jazz- und Improvisationsmusik.

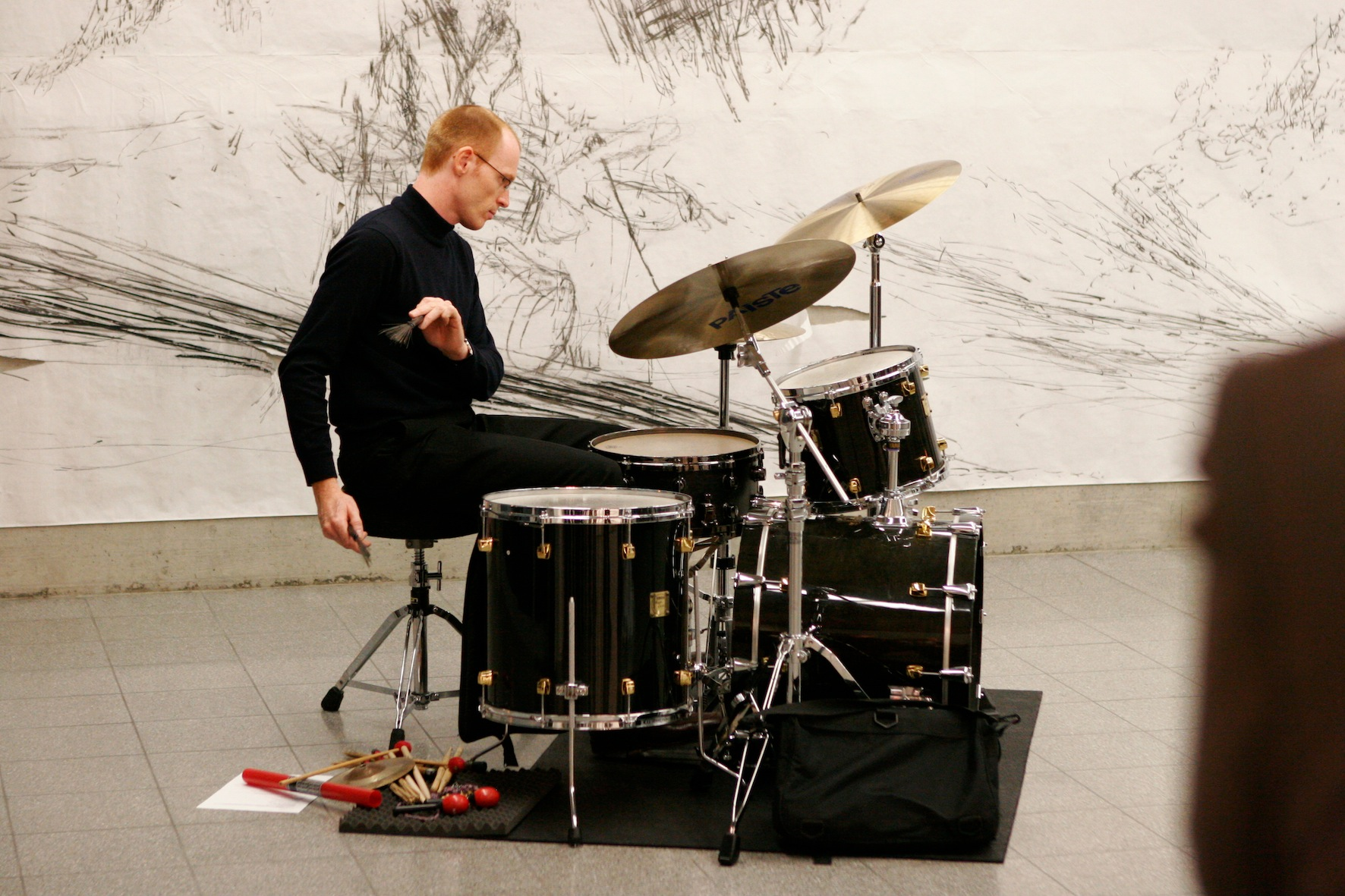

## Werdegang
Bucher studierte von 1990 bis 1992 Musikwissenschaft, Kunstgeschichte und Literatur an der Universität Bern und von 1992 bis 1997 Musik an der Academy of Contemporary Music Zürich (Fach Jazzschlagzeug bei Kevin Austin, Tony Renold, Peter Preibisch; Diplom). Ausserdem besuchte er Workshops bei Paul Lovens und Billy Cobham und studierte vertiefend bei Pierre Favre, Willy Kotoun, Marcel Bernasconi und Andreas Hermann an der Musikhochschule Luzern.
Danach bildete er sich in einem Nachdiplomstudium in Freie Improvisation bei Walter Fähndrich, Peter K. Frey, Christoph Baumann an der Musikhochschule Luzern fort (2002–2003). Bucher arbeitete parallel dazu als Schlagzeuglehrer an der Musikschule Horw, Emmen und am Lehrerseminar St. Michael Zug von 2000 bis 2005.

## Wirken
Guido Egli und er schrieben die Musik für die beiden Dokumentarfilme von Stefan Jäger: Von Grund auf wär ich ein Mensch zum Leben und Schritte gegen den Wind. Bucher war Mitbegründer des Jazztrios Nevertheless und der KünstlerInnengruppe Gruppe 9.  
Bucher trat im Duo mit Beat Fehlmann, im Duo ZurBucher und der Band Portobello auf. Er arbeitet im Duo BUG mit Andreas Glauser, im Duo mit dem Saxophonisten Rick Countryman, im (The) Wow (Trio) und im Trio Bucher/Tan/Countryman. Als Schlagzeuger und Perkussionist gab er Solokonzerte, ist aber auch an Projekten in Verbindung mit anderen Kunstsparten beteiligt: Malerei, Bildhauerei, Fotografie, Video, Installation, Performance, Architektur, Literatur, Theater, Hörspiel, Film und Tanz. 
Bucher spielte mehrere CDs ein und hatte Auftritte in 52 Ländern.